# Bryconamericus microcephalus
Bryconamericus microcephalus är en fiskart som först beskrevs av Miranda Ribeiro, 1908.  Bryconamericus microcephalus ingår i släktet Bryconamericus och familjen Characidae. Inga underarter finns listade.